# 利济耶尔
利济耶尔（法語：Lizières，法語發音：[lizjɛʁ]）是法国克勒兹省的一个市镇，属于盖雷区。

## 地理
利济耶尔（46°12'39"N, 1°34'26"E）面积14.67 平方千米，位于法国新阿基坦大区克勒兹省，该省份为法国中部省份，位于法國中央高原西北部，北起安德尔省和谢尔省，西接维埃纳省，南至科雷兹省，东临多姆山省，东北与阿列省接壤。
与利济耶尔接壤的市镇（或旧市镇、城区）包括：勒格朗堡、诺特、拉苏泰赖讷、圣普列斯特拉弗耶、圣普列斯特-拉普莱讷。

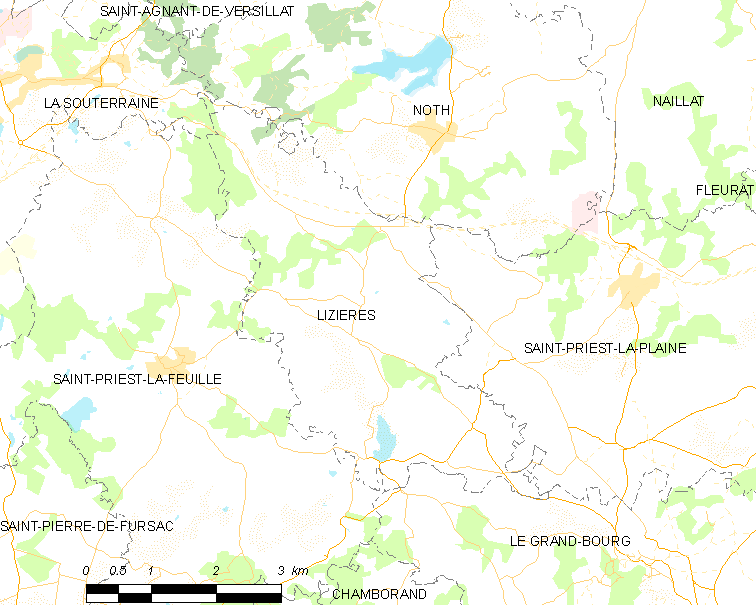
利济耶尔的OSM定位图

利济耶尔的时区为UTC+01:00、UTC+02:00（夏令时）。

## 行政
利济耶尔的邮政编码为23240，INSEE市镇编码为23111。

## 政治
利济耶尔所属的省级选区为勒格朗堡县。

## 人口

1962-2008年间利济耶尔人口变化图示

利济耶尔于2022年1月1日时的人口数量为236人。